# Fédération suisse de hockey sur glace
La Swiss Ice Hockey Federation (SIHF), anciennement appelée Ligue suisse de hockey sur glace (LSHG) est l'organisme affilié à la Fédération internationale de hockey sur glace (IIHF) chargée du hockey sur glace en Suisse. Elle portait également les noms de Schweizerische Eishockeyverband (SEHV) en allemand et Federazzione Svizzera di hockey su ghiaccio en italien.

## Historique

### Origines

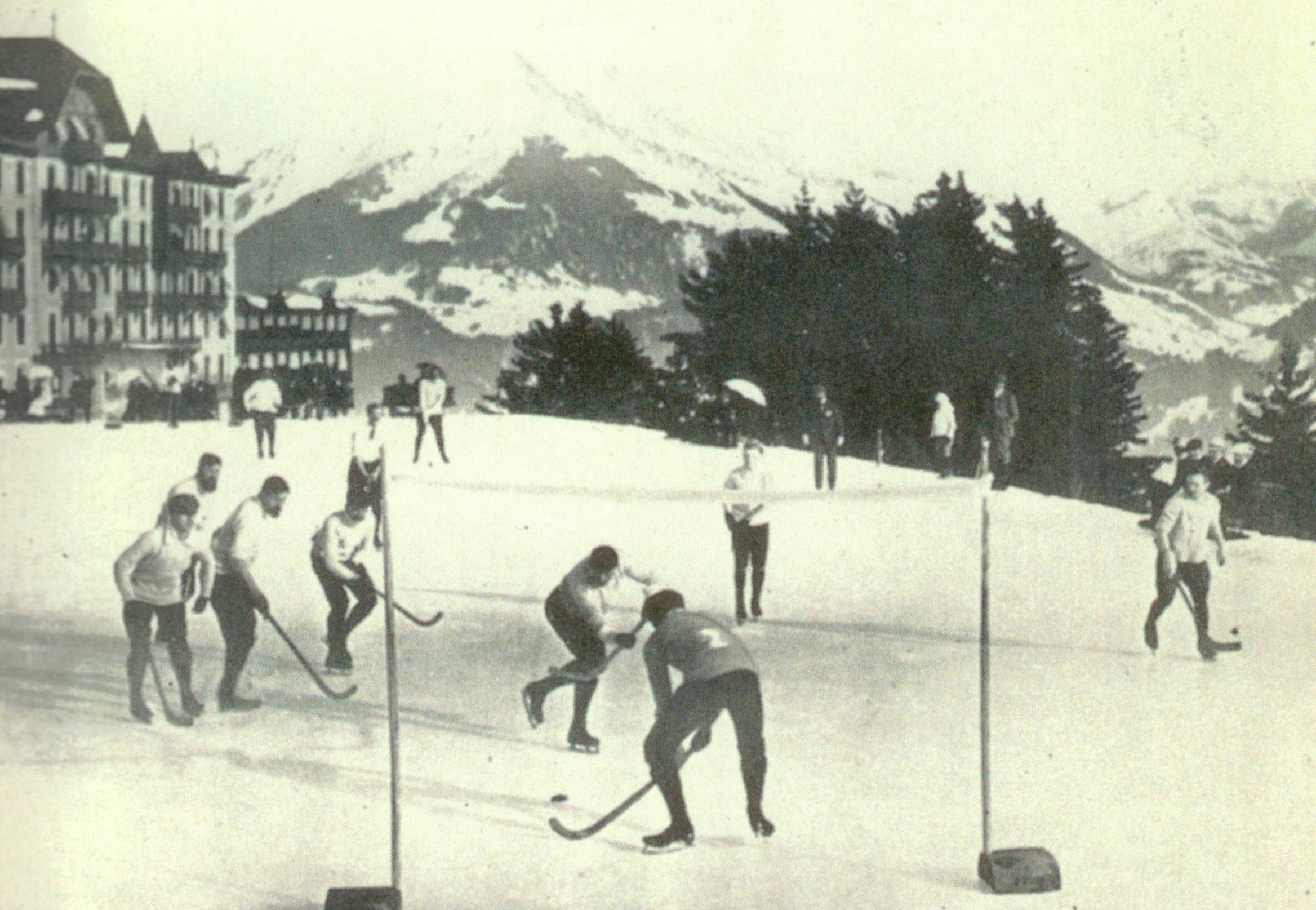
Match de bandy, à Leysin, au début du siècle

Le premier à parler de hockey sur glace en suisse est Tom Griffith, un joueur de l'équipe de football de Grasshopper Club Zurich. Il évoque un nouveau jeu en provenance du Canada à ces coéquipiers. Plutôt que d'adopter les règles canadiennes, les pionniers du hockey sur glace suisse s'orientent vers les règles anglaises et pratiquent le bandy. Le 13 décembre 1899, a lieu un premier match officiel entre la Ville d'Ouchy et la Villa Longchamp se terminant sur un score final de 6-1. Sur un conseil de membres du Prince's Club London, les clubs suisses vont délaisser les règles du bandy pour celles du hockey, nécessitant une surface de jeu plus petites et moins de joueurs pour être pratiqué.

### Ligue de hockey sur glace de la Suisse romande
En automne 1904, Max Sillig fonde la première ligue de hockey sur glace en suisse, ne regroupant que des équipes romandes : le HC Bellerive Vevey, le HC Les Avants, le HC Caux et le Leysin SC. Ils organise un premier championnat sous la forme d'un tournoi, en 1907, qui est remporté par Bellerive.

### Ligue suisse de hockey sur glace

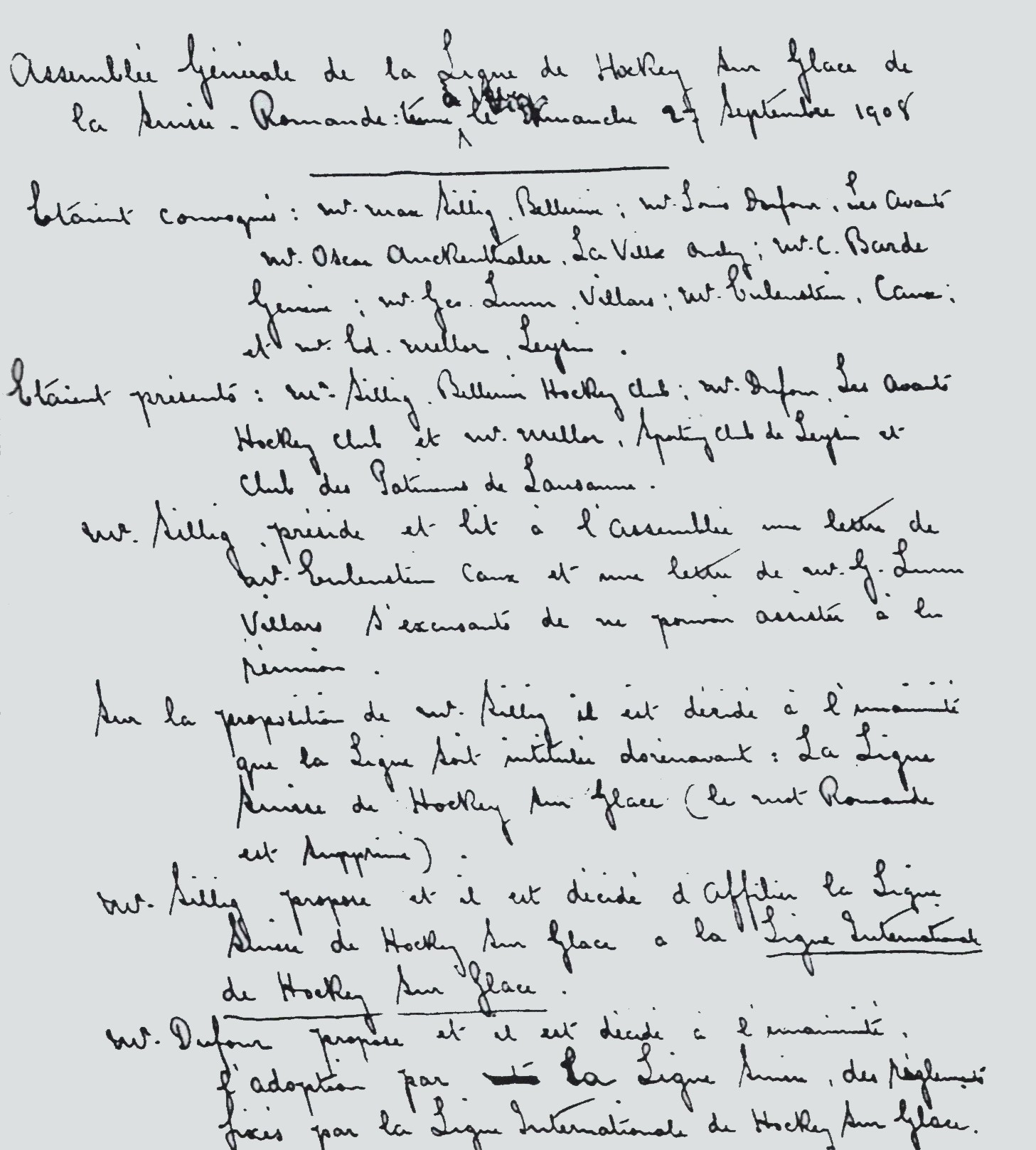
PV de la première assemblée de la ligue suisse de hockey sur glace

La Fédération suisse est créée le 27 septembre 1908. Les clubs fondateurs sont les suivants : le HC Bellerive Vevey, le HC Les Avants et le Leysin SC. Le premier comité est formé de Max Sillig, en tant que président, de Louis Dufour et d'Edouard Mellor. Des représentants de la Suisse sont présents à Paris, le 15 mai 1908, pour la fondation de la Fédération internationale et adhérant à celle-là dès le 23 novembre 1908, la Suisse est considérée comme membre fondateur de l'IIHF.
Le 23 janvier 1909 a lieu la première rencontre officielle de l'équipe de Suisse, une défaite.
Le premier club alémanique à intégrer la Ligue est le Akademischer EHC Zürich, en 1910. Lors de la saison 1915-1916 est mis en place le championnat national et le championnat international. Dans le premier, seules les joueurs d'origines suisse peuvent y évoluer. En 1918, la LSHG compte 23 clubs adhérents. En 1923, c'est le début de la Coupe Spengler, organisée par le HC Davos.
En 1926, la Suisse devient championne d'Europe pour la première fois et deux ans plus tard, elle obtient une 1re médaille de bronze aux Jeux olympiques.
À la fin de la Seconde Guerre mondiale, le nombre de clubs de hockey a augmenté à 96 et le pays compte 5 410 membres individuels.
Pour son 50e anniversaire, la LSHG regroupe 230 membres (217 clubs et 13 associations cantonales) et plus de 25 000 membres individuels, dont près de 5 000 joueurs actifs.
En 1968, la Ligue nationale obtient son autonomie vis-à-vis de la LSHG. René Fasel est élu président en 1985 et devient président de l'IIHF en 1994. Aujourd'hui, la Suisse compte environ 27 000 joueurs et joueuses, ainsi que 1 300 arbitres.

## Rôle
La SIHF est chargée du développement et de l'organisation des compétitions de hockey sur glace en Suisse. Elle gère également les équipes nationales masculines et féminines.
Les deux niveaux de l'élite du championnat masculin, la National League et la Swiss League, ne sont pas sous sa responsabilité, mais sous celle de la « National League ». Les ligues inférieures, à partir de la MySports League, sont quant à elles rassemblées dans la « Regio League ».

## Président
- 1908-1920 : Max Sillig[7]
- 1921-1924 : Bruno Leuzinger[8]
- 1924-1926 : Peter Müller[9]
- 1926-1927 : Marcel Wirz
- 1927-1928 : Alfred Poulin
- 1928-1932 : Marcel Wirz
- 1932-1934 : Oskar Meier
- 1934-1936 : Pierre Baumgartner
- 1936-1942 : Jean Hediger
- 1942-1944 : Friedrich Kraatz[10]
- 1944-1950 : Raymond Gafner
- 1950-1963 : Max Thoma
- 1963-1966 : Josef Kuonen
- 1966-1967 : Henri Kunz
- 1967-1976 : Reto Tratschin
- 1976-1981 : François Wollner
- 1981-1985 : Max Bigler
- 1985-1994 : René Fasel[11]
- 1994-1996 : Josef Brunner
- 1996-2003 : Werner Kohler[12]
- 2003-2008 : Fredy Egli[13]
- 2009-2012 : Philippe Gaydoul[14]
- 2012-2017 : Marc Furrer[15]
- 2017-2023 : Michael Rindlisbacher[16]
- depuis 2023 : Stefan Schärer